# Klevsbergen (naturreservat)
Klevsbergen är ett naturreservat i Kinda kommun i Östergötlands län.
Området är naturskyddat sedan 2006 och är 12 hektar stort. Reservatet omfattar de östra branterna av Klevsbergen ned till en bäck. Reservatet består i branterna av grova aspar, granar och tallar högre upp. Vid bäcken finns sumpskog.